# John Sulston
Sir John Edward Sulston (27. března 1942 – 6. března 2018) byl anglický biolog, nositel Nobelovy ceny.

## Život a dílo
Narodil se ve Fulmeru v Buckinghamshire do rodiny reverenda Canona Theodora Sulstona a jeho ženy Muriel, rozené Blocksidge, jenž byla učitelkou angličtiny.
Vystudoval na univerzitě v Cambridge. Roku 1969 se stal členem výzkumného týmu Sydney Brennera při Medical Research Council v Londýně. V letech 1992–2000 byl ředitelem Sangerova ústavu v Cambridge.
Roku 2002 mu byla udělena Nobelova cena za fyziologii nebo lékařství (spolu se Sydney Brennerem a Robertem Horvitzem), a to za přínos k poznání procesu genetické regulace při vývoji orgánů a odumírání buněk (apoptóza). S využitím červa Caenorhabditis elegans vytvořil modelový systém, díky němuž mohl sledovat buněčná dělení a specializaci buněk, od oplodněné vaječné buňky až do dospělosti jedince. Díky tomu byly identifikovány geny regulující vývoj orgánů a odumírání buněk a zároveň se prokázalo, že stejné geny jsou i u člověka.
V roce 1966 uzavřel manželství s Daphne, rozenou Bate, s níž měl dceru Ingrid a syna Adriana.
Zemřel náhle, v březnu 2018, na rakovinu žaludku, jenž mu byla diagnostikována pouhý měsíc před smrtí.